# کوئیک‌سیلور (فیلم)
کوئیک‌سیلور (به انگلیسی: Quicksilver) فیلمی محصول سال ۱۹۸۶ و به کارگردانی توماس مایکل دانلی است. در این فیلم بازیگرانی همچون کوین بیکن، جیمی گرتز، پال رودریگز، جراررد اس.الاکلین، لارنس فیشبرن، لویی اندرسون و جورجان جانسون ایفای نقش کرده‌اند.